# John Deere
John Deere (7 de fevereiro de 1804 – 17 de maio de 1886) foi um ferreiro e fabricante americano que fundou a Deere & Company, uma das maiores e principais fabricantes de equipamentos agrícolas e de construção do mundo. Nascido em Rutland, Vermont, Deere mudou-se para Illinois e inventou o primeiro arado de aço comercialmente bem-sucedido em 1837.

## Primeiros anos
John Deere nasceu em 7 de fevereiro de 1804, em Rutland, Vermont. Após um breve período educacional no Middlebury College, aos dezessete anos em 1821, ele começou um aprendizado com o capitão Benjamin Lawrence, um bem-sucedido ferreiro de Middlebury, e entrou no comércio por conta própria em 1826. Ele se casou com Demarius Lamb em 1827 e teve nove filhos. Deere trabalhou em Burlington antes de abrir suas próprias lojas, primeiro em Vergennes e depois em Leicester.

## Arado de aço
John Deere estabeleceu-se em Grand Detour, Illinois. Na época, Deere não teve dificuldade em encontrar trabalho devido à falta de ferreiros trabalhando na região. Deere descobriu que os arados de ferro fundido não estavam funcionando muito bem no duro solo da pradaria de Illinois e lembrou-se das agulhas que ele havia polido anteriormente, passando-as pela areia enquanto crescia na alfaiataria de seu pai em Rutland. Deere chegou à conclusão de que um arado feito de aço altamente polido e uma aiveca de formato correto (o arado de aço autolimpante) seria mais capaz de lidar com as condições do solo da pradaria, especialmente sua argila pegajosa.

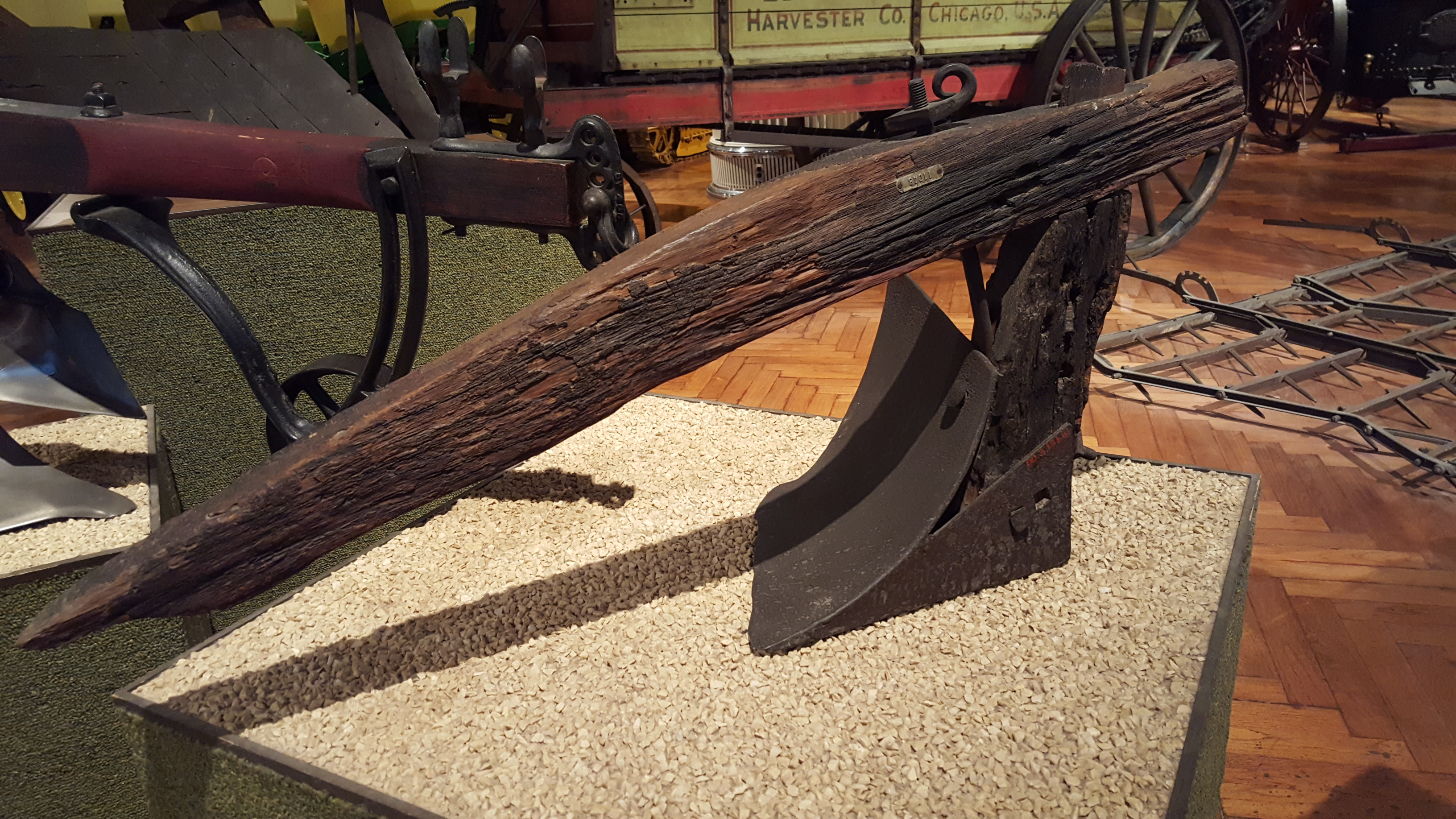
Arado antigo da John Deere, por volta de 1845, feito em Grand Detour, Illinois, exibido no Museu Henry Ford

Várias versões servem de inspiração para o famoso arado de aço da Deere. Em uma versão, ele lembrou a maneira como os dentes do forcado de aço polido se moviam através do feno e do solo e pensou que o mesmo efeito poderia ser obtido por um arado. Outra versão é que ele usou uma lâmina de serra velha polida por anos de uso.
Em 1827, Deere desenvolveu e fabricou o primeiro arado de aço fundido com sucesso comercial. O arado com estrutura de ferro forjado tinha uma lâmina de aço polido. Isso o tornava ideal para o solo duro do meio-oeste e funcionava melhor do que outros arados. No início de 1838, Deere completou seu primeiro arado de aço e o vendeu para um fazendeiro local, Lewis Crandall, que rapidamente divulgou seu sucesso com o arado de Deere. Posteriormente, dois vizinhos logo fizeram pedidos à Deere. Em 1841, a Deere fabricava de 75 a 100 arados por ano.

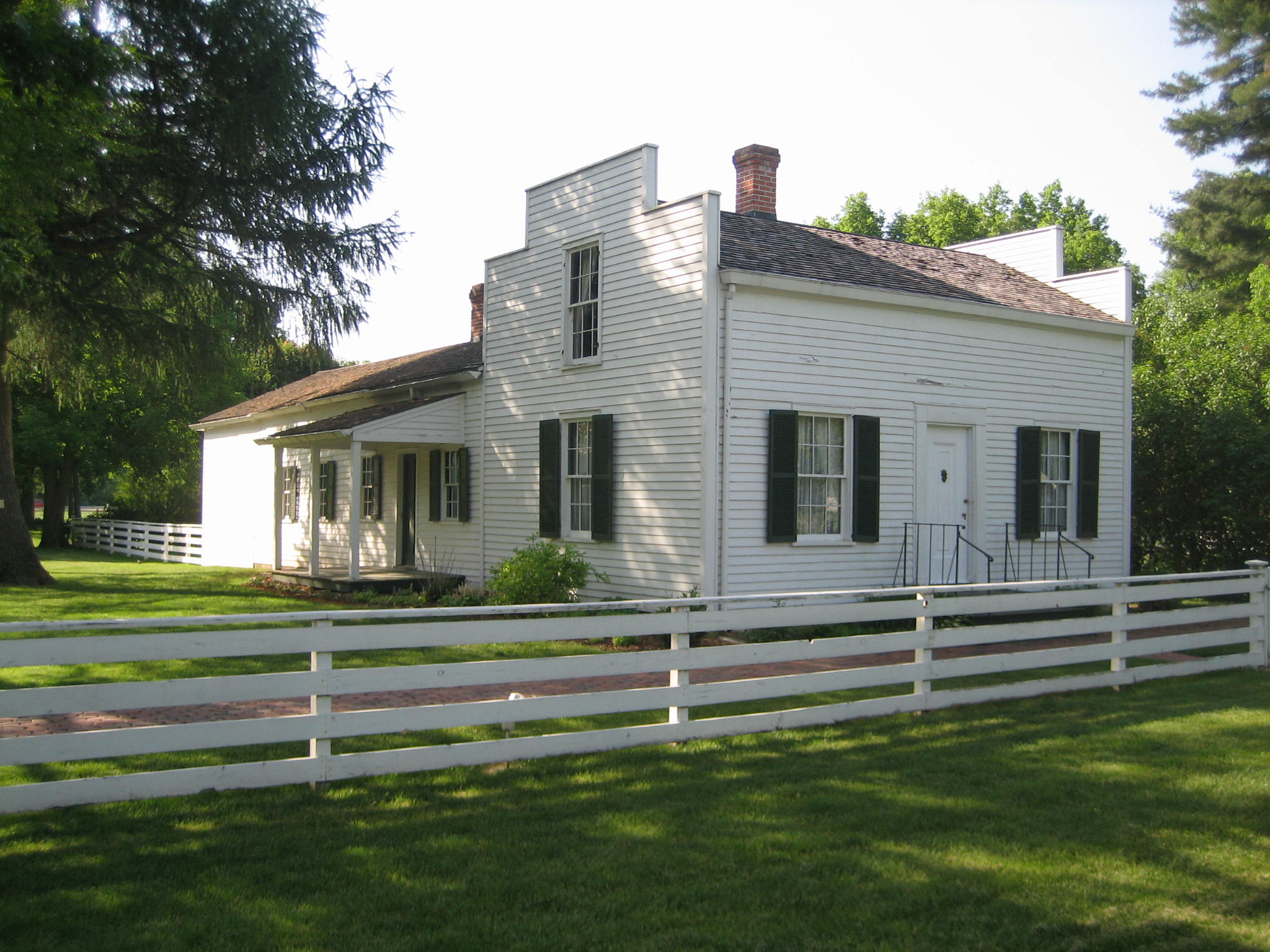
A Casa de John Deere em Grand Detour, Illinois, construída em 1836

Em 1843, Deere fez parceria com Leonard Andrus para produzir mais arados para atender à demanda, mas a parceria ficou tensa devido à teimosia dos dois homens. Embora Deere desejasse vender para clientes fora de Grand Detour, Andrus se opôs a uma proposta de ferrovia através de Grand Detour — e à desconfiança de Deere nas práticas contábeis de Andrus. Em 1848, Deere dissolveu a parceria com Andrus e mudou-se para Moline, Illinois, porque a cidade era um centro de transporte no rio Mississippi. Em 1855, a fábrica de Deere vendeu mais de dez mil desses arados. Tornou-se conhecido como "O Arado que Quebrou as Planícies" e é comemorado como tal em um local histórico em Vermont.

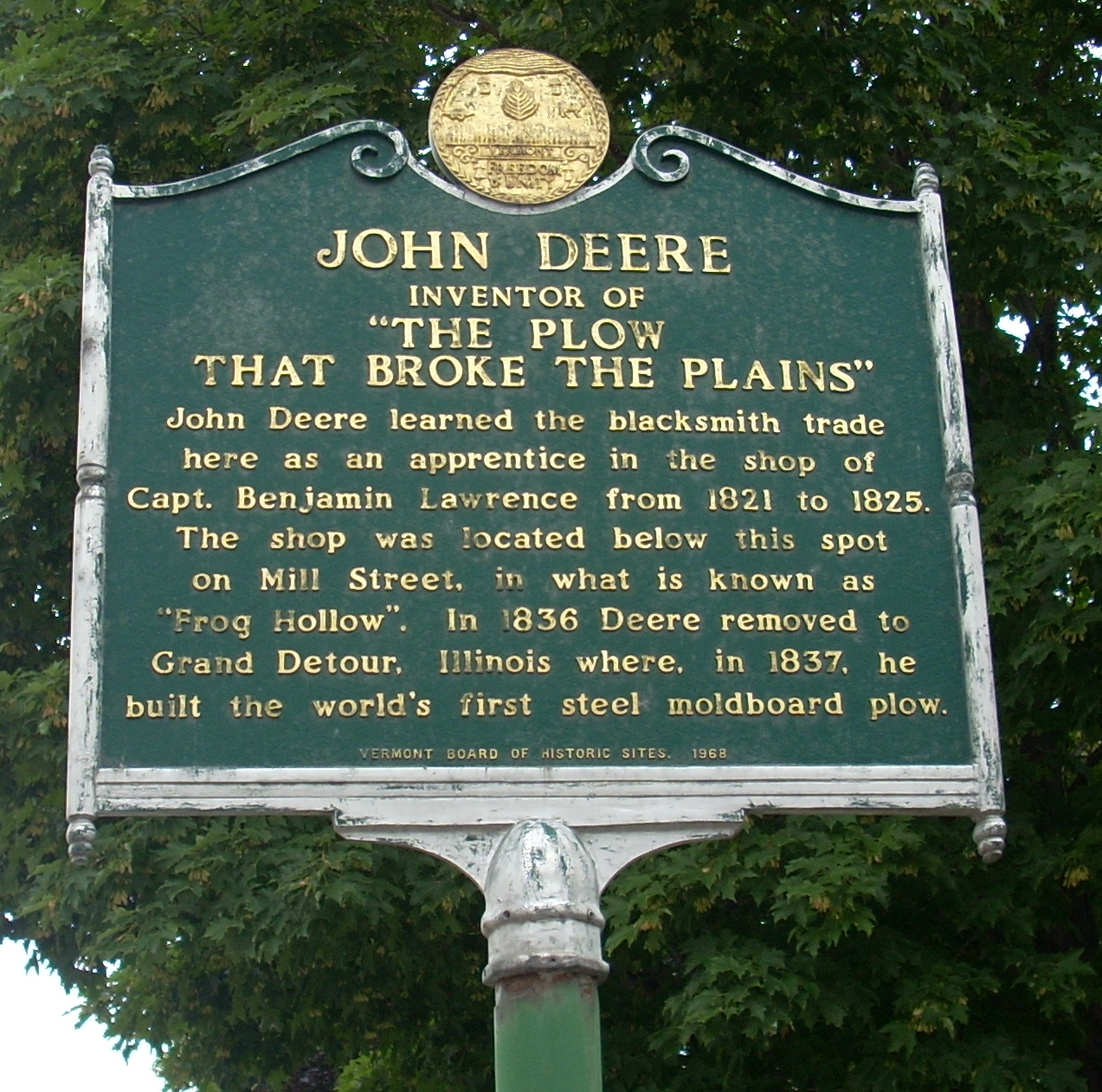
Um monumento em Middlebury, Vermont, marcando a loja na cidade onde John Deere aprendeu o ofício de ferreiro

Deere insistia em fabricar equipamentos de alta qualidade. Certa vez, ele disse: "Nunca colocarei meu nome em um produto que não contenha o que há de melhor em mim". Após o pânico de 1857, à medida que os negócios melhoraram, Deere deixou as operações do dia-a-dia para seu filho Charles. Em 1868, Deere incorporou seu negócio como Deere & Company.

## Vida posterior

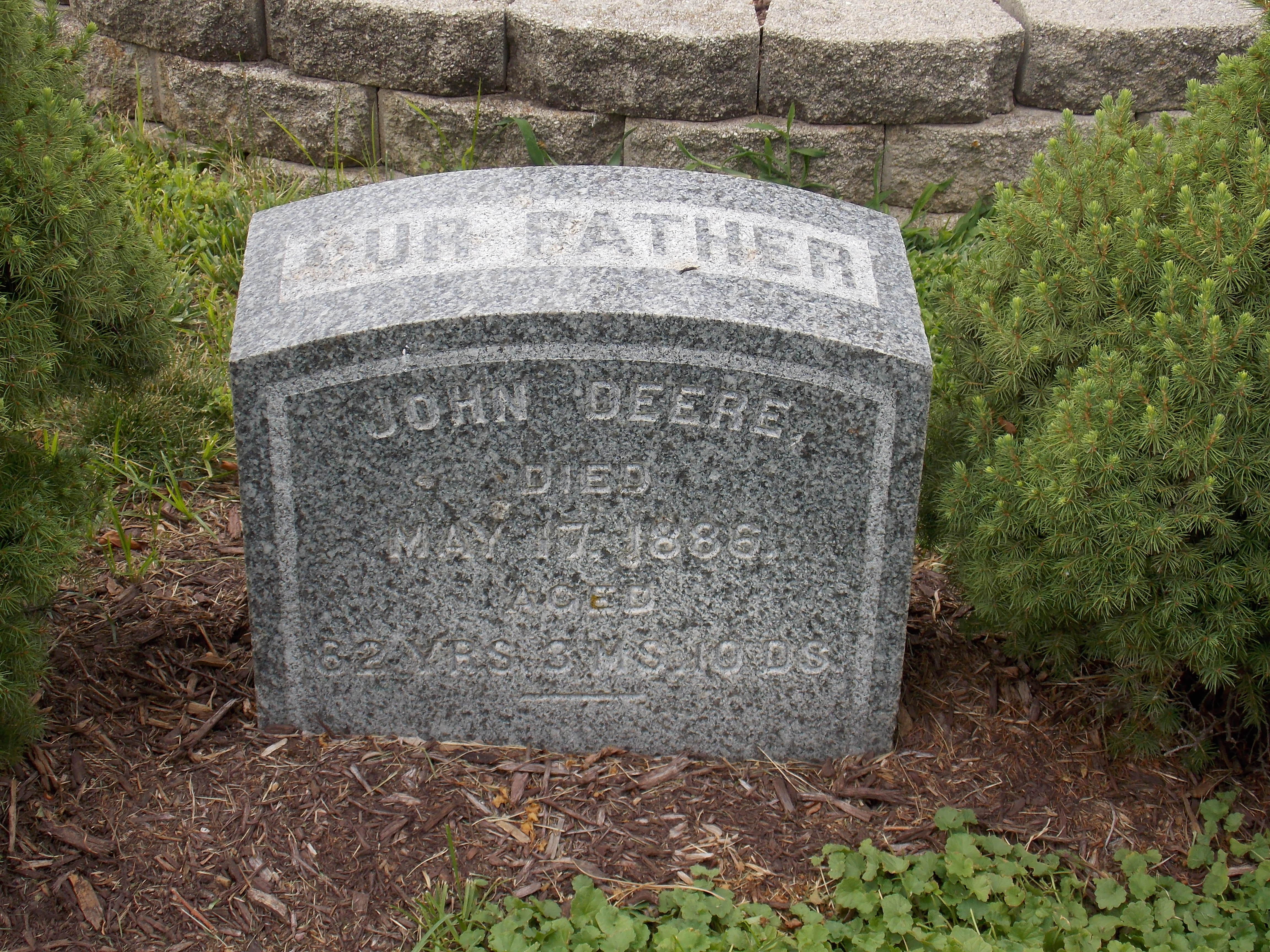
Sepultura de John Deere no Cemitério Riverside, Moline

Posteriormente, Deere concentrou a maior parte de sua atenção em assuntos civis e políticos. Ele serviu como presidente do National Bank of Moline, como diretor da Moline Free Public Library e foi curador da Primeira Igreja Congregacional. Deere também serviu como prefeito de Moline por dois anos, mas devido a dores no peito e disenteria, Deere se recusou a concorrer a um segundo mandato. Ele morreu em casa (conhecida como Red Cliff) em 17 de maio de 1886, aos 82 anos.